# Юнак Михайло Михайлович
Михайло Михайлович Юнак (нар. 10 листопада 1946, Бартатів Городоцького району, Львівська область — 6 грудня 2018) — радянський самбіст, чемпіон і призер чемпіонатів СРСР, переможець Спартакіади народів СРСР, чемпіон світу, заслужений майстер спорту СРСР.
Випускник Львівського державного університету фізичної культури. Вихованець Михайла Євтушова. Виступав за команду фізкультурно-спортивного товариства «Динамо» (Львів).
Завершивши виступи, декілька десятків років очолював жіночу збірну України з самбо. 

## Спортивні досягнення
- Чемпіонат світу зі самбо 1973 — ;
- Чемпіонат СРСР із самбо 1973 — ;
- Чемпіонат СРСР із самбо 1974 — ;
- Чемпіонат світу зі самбо 1975 — ;
- Чемпіонат СРСР із самбо 1975 — .